# ماغنافوكس أوديسي

شعار ماغنافوكس أوديسي.

ماغنافوكس أوديسي (بالإنجليزية:Magnavox Odyssey) هو أول نظام ألعاب فيديو منزلي، صدر في مايو 1972، قبل جهاز أتاري بونغ بثلاثة أعوام بواسطة شركة ماغنافوكس. الجهاز صمم من قبل رالف باير الذي عمل على النموذج حتى عام 1968. على خلاف أغلب أنظمة ألعاب الفيديو، يستخدم أدويسي النظام التناظري بدلاً من النظام الرقمي. يستخدم النظام ألعاب كارتريدج. لم يكن هناك قابلية لإصدار الصوت من الجهاز، وهذا الأمر لم يكن غريباً في ذلك الوقت. تم إنتاج جهاز تالٍ للأوديسي وهو ماغنافوكس أوديسي 2 في عام 1978. بعد فترة وجيزة تم إصدار أول أداة تصويب نحو الشاشة وهي المسدس الخفيف (Shooting Gallery).

## وصلات خارجية
- Everything about the Odyssey by Ralph Baer's associate and videogame historian David Winter
- Magnavox Odyssey The online Odyssey museum
- Information about Ralph Baer's book Videogames: In The Beginning
- Ralph Baer's story of the development of the Odyssey
- The Dot Eaters entry on the history of the Odyssey
- ODYEMU, an unfinished Odyssey محاكاة بالحاسوب
- Michael McCourt reviews the Odyssey games on Armchair Arcade